# Мендес, Марко
Марко Анибаль Мендес Рамирес (исп. Marco Anibal Mendez Ramirez; 1 октября 1976, Уруапан, Мичоакан, Мексика) — мексиканский актёр театра и кино и фотомодель. Рост — 188 см.

## Биография
Родился 1 октября 1976 года в Уруапане. После окончания средней школы поступил в технологический институт высших исследований на профессию архитектора. В процессе учёбы поступил в театральный кружок, и успешно играл роли и после окончания указанного института, поступил ещё в один институт — CEA, где он учился с 1999 по 2001 год и получил вторую профессию — актёра. Был приглашён режиссёром Серхио Хименесом на роль Леона в культовый телесериал Страсти по Саломее, одновременно с этим участвовал в телепередаче Маркеры Coca-Cola. После исполнения роли Леона на актёра посыпались предложения за предложениями, в т.ч и участие в ведущих ролях. Всего принял участие в 24 работах в кино. В 2005 году участвовал сразу в двух сериалах — Мачеха в эпизодической роли адвоката суда в Арубе и Наперекор судьбе в роли Ренато. Благодаря телесериалам Страсти по Саломее, Руби, Мачеха, Наперекор судьбе и Скрытая правда (Наш секрет), актёр стал известен во многих странах мира. Актёр также сыграл в театре ряд ролей (самым популярным спектаклем была знаменитая Золушка).

## Фильмография

### Телесериалы

#### Свыше 2-х сезонов
- 1985—2007 — Женщина, случаи из реальной жизни (17 сезонов; снялся в одном единственном сезоне в 2002 году)

#### Televisa
- 2001-02 — Страсти по Саломее — Леон
- 2002-03 — Путь любви — Оскар Мендес
- 2003-04 — Полюбить снова — Гонсало
- 2004 — Руби — Луис Дуарте Лопес
- 2004-05 — Бесчувственная — Альберто
- 2005 — Наперекор судьбе — Ренато
- 2005-07 — Мачеха — адвокат суда в Арубе
- 2006 — Скрытая правда, или Наш секрет — Карлос Авила
- 2007 — Девочки, как вы — Хоакин
- 2008 — Дорогой враг — Бруно Пальма
- 2009 —
  - Дорогой враг — Бруно Пальма
  - Успешные сеньориты Перес — Диего Планес
- 2015 — Страсть и власть — Агустин Орнелас

### США

#### Телесериалы

##### Свыше 2-х сезонов
- 2006-10 — Дурнушка — Рей

## Награды и премии
Марко Мендес один единственный раз был номинирован на премию Califa de Oro и победил в ней в номинации за телесериал Скрытая правда, или Наш секрет.